# Muxe
All'interno della cultura degli Zapotechi di Oaxaca, nel Messico meridionale, un muxe (scritto anche muxhe; [muʃeʔ]) è una persona alla quale è stato assegnato a livello individuale il genere sessuale maschile, ma che si veste e si comporta in modalità altrimenti associate al genere femminile; possono essere visti come un terzo genere. Alcuni si sposano con delle donne per poter avere dei figli, mentre altri scelgono per le loro relazioni sentimentali ed erotiche dei partner maschili. Secondo la studiosa di antropologia Lynn Stephen il muxe "può fare un certo tipo di lavoro delle donne come il ricamo o la decorazione degli altari casalinghi, ma altri compiono il lavoro maschile della produzione di gioielli".
La parola muxe si pensa possa derivare dalla parola in lingua spagnola che sta per "donna", mujer; nel XVI secolo la lettera X aveva un suono del tutto simile a "sh" (vedi Storia della lingua spagnola#Sviluppo moderno delle sibilanti dell'antico spagnolo).

## Muxe e identità di genere nella cultura zapoteca
In contrasto con la cultura di maggioranza meticcia del Messico, l'istmo di Tehuantepec nello stato di Oaxaca ha una popolazione prevalentemente zapoteca, ed è ampiamente riportato che c'è meno ostilità verso i muxe nella regione rispetto all'ostilità prevenuta che gli omosessuali, i maschi effeminati e le donne trans (MtF) devono affrontare in altre regioni del paese. Uno studio stima che il 6 per cento dei maschi presenti in una comunità dell'istmo zapoteco nei primi anni '70 erano muxe. Altre comunità zapoteche hanno simili ruoli di "terzo genere", come la biza'ah della valle di Teotitlán.
I Muxe possono essere "vestidas" (che indossano abiti femminili) o "pintadas" (che indossano generalmente abiti maschili e fanno utilizzo di make-up). È stato suggerito che, mentre il sistema a tre generi precede la colonizzazione spagnola, il fenomeno di vestire i muxe come le donne è piuttosto recente, a partire dal 1950 e guadagnando via via popolarità fino a quasi tutte le giovani generazioni le quali al giorno d'oggi sono muxe vestidas.
All'interno della cultura zapoteca contemporanea i rapporti variano a seconda dello status sociale. I Muxe presenti nelle comunità di villaggi periferici potrebbero non essere denigrati ed anzi venire assai rispettati, mentre nelle grandi città, più occidentalizzate potrebbero incappare in qualche caso di discriminazione, in particolare da uomini a causa degli atteggiamenti omofobici introdotti dal cattolicesimo romano. I Muxe generalmente appartengono alle classi più povere della società. La varianza sessuale e il desiderio nei confronti delle persone dello stesso sesso nelle comunità più ricche della regione sono maggiormente propensi a seguire una tassonomia più occidentale rappresentata da gay, bisessuali e transgender. Tali individui hanno anche maggiori probabilità di rimanere "velati" e non arrivare al coming out. Nonostante questo i Muxe sono tradizionalmente considerati portatori di buona fortuna, e questo vale più per le donne cisgender molte delle quali ora hanno un lavoro tra i colletti bianchi o sono coinvolti in politica.
In un articolo pubblicato nel 1995 l'antropologa Beverly Chiñas spiega che nella cultura zapoteca, "l'idea di scegliere il sesso o l'orientamento sessuale è ridicola quanto suggerire che uno possa scegliere il proprio colore della pelle". La maggior parte delle persone che tradizionalmente vedono il loro genere come qualcosa che Dio ha dato loro (sia uomo, donna, o muxe) fa sì che solamente pochi muxe desiderino accedere alla chirurgia genitale. In genere non soffrono di disforia di genere perché la transfobia è un atteggiamento raro nella loro cultura, le persone sono generalmente accettate per come sono e solitamente hanno il loro genere riconosciuto attraverso i vestiti che portano, inoltre non c'è tanta pressione ad "inserirsi" nella cultura dominante come invece c'è nelle società occidentali.
Lynn Stephen scrive: "gli uomini Muxe non sono indicati come ‘omosessuali’, ma costituiscono una categoria a parte in base agli attributi di genere. La gente li percepisce come aventi i corpi fisici di uomini, ma una diversa estetica, un lavoro e delle competenze sociali a parte rispetto a quelle che la maggior parte degli uomini possono avere. Essi mantengono alcuni attributi delle donne combinati con quelli degli uomini". Se decidono di scegliere uomini come partner sessuali, quegli uomini (noti come mayate) non necessariamente vengono considerati omosessuali.

## Persone Muxe di spicco
Nel 2003 il venticinquenne muxe Amaranta Gómez Regalado da Juchitán de Zaragoza ha guadagnato la notorietà internazionale come candidato al Congresso per il partito "México Posible" nelle elezioni di stato di Oaxaca. La sua vasta piattaforma includeva anche la richiesta di depenalizzazione della marijuana e l'aborto.
Lukas Avendaño è un dotato artista messicano emergente il cui recente lavoro costituisce delle opere postmoderniste a tematica queer, in alternativa alle rappresentazioni nazionalistiche messicane, in particolare quella delle donne zapoteche Tehuana. Avendaño incarna la complessa identità di muxe e di omosessuale maschio della zona di Tehuantepec dove è nato. La sua performance crossdressing intreccia le danze rituali con i passaggi e le azioni che coinvolgono membri del pubblico in trame autobiografiche, al fine di contestare l'opinione ampiamente diffusa di una cultura indigena gay friendly e puntare verso l'esistenza di vite che negoziano il dolore e la solitudine attraverso l'orgoglio dell'auto-affermazione.